# 双字母组
双字母组或称二元语法（英語：bigrams，或称），作为统计分析文本使用非常广泛；它是由两个字母，或者两个音节，或者两个词构成的双字母组。

## 簡介
在给定一个前导词情况下，双字母组可帮助计算出现某个词的概率，这是条件概率应用场景：
{\displaystyle P(W_{n}|W_{n-1})={P(W_{n-1},W_{n}) \over P(W_{n-1})}}
即，在给定前面一个词{\displaystyle W_{n-1}}的前提下，出现某个词{\displaystyle W_{n}}的概率{\displaystyle P(W_{n})}与他们构成的双字母组的概率一致，换言之，两个词同时出现的概率{\displaystyle P(W_{n-1},W_{n})}被出现前一个词{\displaystyle W_{n-1}}的概率除。
Gappy bigrams或称skipping bigrams是允许有跳空的词对组（也许想避免把词连接起来，或者想允许某种模拟的依赖，如依赖语法）。
Head word bigrams是具有明确依赖关系的gappy bigrams。

## 应用
这种组被用在最成功的一种语音识别的 語言模型中。它们是N字母组的一种特例。
本术语也被用在密碼學里，在此领域，试图破解密码电文有时二元语法频率攻击会被用到。参考频率分析。

## 英语里双字母组的出现频率
据小英语语料库的统计结果，最常见的字母双字母的频率是：
```
th 1.52%       en 0.55%       ng 0.18%
he 1.28%       ed 0.53%       of 0.16%
in 0.94%       to 0.52%       al 0.09%
er 0.94%       it 0.50%       de 0.09%
an 0.82%       ou 0.50%       se 0.08%
re 0.68%       ea 0.47%       le 0.08%
nd 0.63%       hi 0.46%       sa 0.06%
at 0.59%       is 0.46%       si 0.05%
on 0.57%       or 0.43%       ar 0.04%
nt 0.56%       ti 0.34%       ve 0.04%
ha 0.56%       as 0.33%       ra 0.04%
es 0.56%       te 0.27%       ld 0.02%
st 0.55%       et 0.19%       ur 0.02%
```

可以获得从更大语料库中提取的完整双字母频率。